# سلطان مسرحي
سلطان مسرحي، لاعب كرة قدم مرمى سعودي.

## مسيرة اللاعب
لعب في نادي القادسية و نادي النهضة و نادي الباطن ونادي ضمك ونادي الخليج ونادي الثقبة ونادي الصفا ونادي النور ونادي الثقبة.

## الحياة الشخصية
هو شقيق اللاعبين فيصل مسرحي وخليفة مسرحي وأيمن مسرحي.

## روابط خارجية
- سلطان مسرحي على موقع Soccerway.com (الإنجليزية)
- سلطان مسرحي على موقع كووورة